# خیط اللبن
خیط اللبن (به عربی: خیط اللبن) یک منطقهٔ مسکونی در اردن است که در استان عجلون واقع شده‌است. خیط اللبن ۲٬۵۸۶ نفر جمعیت دارد.